# William Fraser, 1. Baron Strathalmond

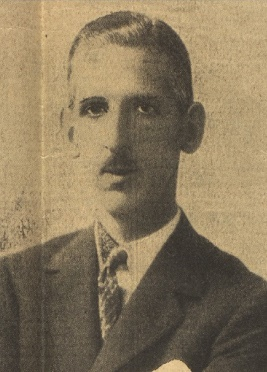
William Fraser, 1. Baron Strathalmond

William Milligan Fraser, 1. Baron Strathalmond CBE (* 3. November 1888; † 1. April 1970) war ein schottischer Unternehmer und Manager. Fraser amtierte von 1941 bis 1956 als Vorsitzender der Anglo-Iranian Oil Company (seit 1954 BP).

## Leben und Tätigkeit
Fraser war der zweite Sohn des William Fraser, dem Gründer der Pumpherston Oil Company, und seiner Frau Janet, geb. Loch. 1909 trat er in die Firma seines Vaters ein, in der er 1913 in den Posten eines Direktors und 1915 in den eines beigeordneten managing directors aufrückte.
1923 wurde Fraser Mitglied des Aufsichtsrates der Anglo-Persian Oil Company, deren stellvertretender Vorsitzender er 1928 wurde. Während der folgenden Jahrzehnte war er insbesondere an der Ausweitung der britischen Ölförderung in Iran, im Irak und in Kuwait beteiligt. 1941 folgte er John Cadman als Aufsichtsratsvorsitzender der inzwischen als Anglo-Iranian Oil Corporation firmierenden Firma nach. Diesen Posten, in dem er zu den wichtigsten Funktionären der internationalen Ölindustrie gehörte, behielt er fünfzehn Jahre lang, bis 1956, bei.
Während des Zweiten Weltkriegs war Fraser Berater des britischen Kriegsministeriums in Benzinfragen sowie Vorsitzender des offiziellen Oil Advisory Committee.
In die Zeit von Frasers Tätigkeit als Vorstandsvorsitzender Anglo-Iranian Oil Company bzw. British Petroleum Company fallen einige der dramatischsten Ereignisse in der Geschichte des Konzerns, so die Verstaatlichung der Ölförderungskapazitäten der Firma durch die Regierung des Irans im Jahr 1951 nach andauernden Auseinandersetzungen des Managements von AIC mit dieser.
1918 wurde Fraser als Commander des Order of the British Empire ausgezeichnet und 1939 als Knight Bachelor geadelt. Am 18. Februar 1955 wurde er als Baron Strathalmond, of Pumpherston in the County of Midlothian, zum erblichen Peer erhoben und wurde dadurch Mitglied des House of Lords.
Fraser starb 1970 und wurde auf dem Putney Vale Cemetery in London begraben.

## Familie
Fraser war seit 1913 mit Mary Roberton McLintock (1892–1963) verheiratet, einer Tochter des Thomas McLintock, mit der er einen Sohn, William Fraser (1916–1976) und eine Tochter, Mary Joan Fraser (1922–2004), hatte. Sein Sohn beerbte ihn als 2. Baron Strathalmond.